# سعاد نوفل
سعاد نوفل هي معلمة وناشطة سورية مسلمة اشتهرت باحتجاجاتها ضد بشار الأسد وتنظيم الدولة الإسلامية (داعش) في سوريا. حصلت على جائزة الرجل الواحد [الإنجليزية]، وهي جائزة لحقوق الإنسان، في عام 2014.
درست التربية وحصلت على شهادة في عام 2006. شاركت في الانتفاضة ضد نظام بشار الأسد في آذار 2011 أو آذار 2012، وهذا التاريخ كان بعد وقت قصير من مقتل علي بابنسكي، الذي كان أول من قتل على يد النظام في المحافظات الشرقية.
عندما اختطفت داعش أحد أصدقائها، القس اليسوعي الأب باولو دالوليو، الذي كان في سوريا منذ السبعينيات وكان يعمل مؤخرًا على إطلاق سراح المختطفين من قبل داعش، ذهبت سعاد إلى مقر داعش في الرقة، لتبدأ باحتجاج يومي هنالك ذكرت مصادر أخرى أن احتجاجها بدأ كمظاهرة عامة ضد داعش، أو لأنها أرادت ارتداء السراويل. لقد وضعت وحملت لافتات كانت قد كتبتها خصيصًا لتخزية المنظمة، بما في ذلك عبارات مثل "ثورتنا بدأها شرفاء وسرقها اللصوص!" و "المسلمون الذين سفكوا دماء المسلمين خطاة!" لا تتفق مع التعاليم الإسلامية لداعش، وتستخدم هويتها الخاصة كامرأة مسلمة لتتحداهم بهذه المصطلحات الإسلامية على وجه التحديد. كما دعمت احتجاجاتها المسيحيين في سوريا. لقد ضيقت وضربت وإطلق عليها النار أثناء التظاهر. أثناء الاحتجاج، كانت ترتدي في كثير من الأحيان ملابس تشمل السراويل والحجاب، بينما فرض داعش على النساء النقاب. كما أنها صنعت سلسلة من مقاطع الفيديو، رغم أنه كان من غير القانوني للمواطنين التصوير أو التقاط الصور في الشوارع. أحد أشهر مقاطع الفيديو لها بعنوان "The Woman in Pants".
كما عملت سعاد في جهود الإغاثة، بما في ذلك بيع المشغولات اليدوية لجمع الأموال للنازحين. أنشأت مؤسسة جنى، وهي منظمة غير حكومية صغيرة، لدعم النساء والأسر بالدخل والغذاء أثناء وبعد احتلال داعش للرقة.
كانت تحتج في 25 سبتمبر / أيلول 2013، عندما أطلقت عليها النار مرة أخرى وحُكم عليها بالإعدام بأمر من الأمير. هربت من الرقة إلى أورفة، تركيا في أكتوبر أو ديسمبر 2013. تمكنت فيما بعد من الهجرة إلى أوروبا.
في عام 2014، حصلت سعاد على جائزة الرجل الواحدجائزة Homo Homini [الإنجليزية] من منظمة الناس في حاجة [الإنجليزية] غير الحكومية التشيكية لجهودها في النضال من أجل حقوق الإنسان. حصلت على الجائزة خلال مهرجان فيلم عالمي واحد [الإنجليزية] لعام 2015 في براغ. وأكدت في خطاب قبولها أن الرئيس السوري بشار الأسد يتحمل مسؤولية الإرهاب في عموم سوريا.